# Rain (Joe Jackson)
Rain is een album van Joe Jackson. Het werd in 2008 uitgebracht.

## Nummers
1. "Invisible Man" - 5:07
2. "Too Tough" - 4:37
3. "Citizen Sane" - 4:20
4. "Wasted Time" - 5:10
5. "The Uptown Train" - 5:46
6. "King Pleasure Time" - 2:47
7. "Solo (So Low)" - 5:55
8. "Rush Across the Road" - 5:21
9. "Good Bad Boy" - 3:18
10. "A Place in the Rain" - 5:20

### Bonusdvd
1. "Invisible Man" [live]
2. "Wasted Time" [live]
3. "Good Bad Boy" [live]
4. Bonusmateriaal [DVD] (interviews, achter de schermen van optredens en opnames)

Alle nummers zijn gecomponeerd door Joe Jackson.

## Muzikanten
- Joe Jackson – zang, keyboards
- Graham Maby – bas, zang
- David Houghton – drums, zang